# Exeter (California)
Exeter è una città degli Stati Uniti d'America, situata in California, nella contea di Tulare.